# Font del Governador (Lleida)
La Font del Governador és una obra neoclàssica de Lleida protegida com a Bé Cultural d'Interès Local.

## Descripció
La font es compon de sengles pilastres avançades que emmarquen el conjunt, rematat superiorment amb un frontó d'estil eclèctic que conté un escut de la ciutat. Al basament hi trobem la pica que recull l'aigua que brolla d'una gàrgola en forma de cap d'animal. La font fou donada a la ciutat pel governador Blondel, d'aquí el seu nom.